# Loi de Gumbel
En théorie des probabilités, la loi de Gumbel (ou distribution de Gumbel), du nom d'Émil Julius Gumbel, est une loi de probabilité continue. La loi de Gumbel est un cas particulier de la loi d'extremum généralisée au même titre que la loi de Weibull ou la loi de Fréchet. La loi de Gumbel est une approximation satisfaisante de la loi du maximum d'un échantillon de variables aléatoires indépendantes toutes de même loi, dès que cette loi appartient, précisément, au domaine d'attraction de la loi de Gumbel. Parmi les lois appartenant au domaine d'attraction de la loi de Gumbel, on compte la loi exponentielle.
La loi de Gumbel peut par exemple servir à prévoir le niveau des crues d'un fleuve, à condition de disposer des mesures des débits maximaux sur une période d'au moins dix ans. Elle peut également servir à prédire la probabilité d'un événement critique, comme un tremblement de terre.

## Définitions

### Fonction de répartition
Etant donné deux paramètres {\displaystyle \mu } et {\displaystyle \beta }, la fonction de répartition de la loi de Gumbel est donné par :
{\displaystyle F(x;\mu ,\beta )=\exp \left(-\exp \left({\frac {\mu -x}{\beta }}\right)\right).}

### Distribution standard de Gumbel
La distribution standard de Gumbel correspond au cas où {\displaystyle \mu =0} et {\displaystyle \beta =1}, avec une fonction de répartition cumulative donnée par :  
{\displaystyle F(x)=e^{-e^{-x}}\,}
La fonction densité de probabilité associée est la suivante : 
{\displaystyle f(x)=e^{-(x+e^{-x})}.}
Dans ce cas, le mode est 0, la médiane est {\displaystyle -\ln(\ln(2))\approx 0.3665}, la moyenne est {\displaystyle \gamma \approx 0.5772} (la Constante d'Euler-Mascheroni), et l'écart-type est {\displaystyle \pi /{\sqrt {6}}\approx 1.2825.}
Les cumulants, pour n > 1, sont donnés par :  
{\displaystyle \kappa _{n}=(n-1)!\zeta (n).}

## Propriétés
Le mode est {\displaystyle \mu }, tandis que la médiane est {\displaystyle \mu -\beta \ln \left(\ln 2\right),}  
et l'espérance est donnée par :  
{\displaystyle \operatorname {E} (X)=\mu +\gamma \beta },
où {\displaystyle \gamma } est la Constante d'Euler-Mascheroni.
L'écart-type {\displaystyle \sigma } est {\displaystyle \beta \pi /{\sqrt {6}}}, 
d'où {\displaystyle \beta =\sigma {\sqrt {6}}/\pi \approx 0.78\sigma .} 
Au mode, où {\displaystyle x=\mu }, la valeur de {\displaystyle F(x;\mu ,\beta )} devient {\displaystyle e^{-1}\approx 0.37}, 
quelle que soit la valeur de {\displaystyle \beta }.
Si {\displaystyle G_{1},\dots ,G_{k}} sont des variables aléatoires de Gumbel, indépendantes et identiquement distribuées, avec pour paramètres {\displaystyle (\mu ,\beta )}, alors  
{\displaystyle \max\{G_{1},\dots ,G_{k}\}}  
suit également une loi de Gumbel avec le jeu de paramètres  
{\displaystyle (\mu +\beta \ln k,\beta ).}
Si {\displaystyle G_{1},G_{2},\dots } sont des variables aléatoires de Gumbel, indépendantes et identiquement distribuées, telles que  
{\displaystyle \max\{G_{1},\dots ,G_{k}\}-\beta \ln k}  
a la même distribution que {\displaystyle G_{1}} pour tout entier naturel {\displaystyle k}, alors {\displaystyle G_{1}} suit nécessairement une loi de Gumbel avec un paramètre d'échelle {\displaystyle \beta } 
(il suffit en fait de considérer seulement deux valeurs distinctes de {\displaystyle k>1} qui sont premières entre elles).

## Distributions associées

### Loi de Gumbel discrète
De nombreux problèmes de mathématiques discrètes concernent l'étude d'un paramètre extrémal qui s'avère suivre une version discrète de la loi de Gumbel,. Cette version discrète est la loi de {\displaystyle Y=\lceil X\rceil }, où {\displaystyle X} suit la loi de Gumbel continue {\displaystyle \mathrm {Gumbel} (\mu ,\beta )}. 
On a ainsi  {\displaystyle P(Y\leq h)=\exp(-\exp(-(h-\mu )/\beta ))} pour tout {\displaystyle h\in \mathbb {Z} }. 
Notons {\displaystyle \mathrm {DGumbel} (\mu ,\beta )} la version discrète,  on a  {\displaystyle \lceil X\rceil \sim \mathrm {DGumbel} (\mu ,\beta )} et {\displaystyle \lfloor X\rfloor \sim \mathrm {DGumbel} (\mu -1,\beta )}.
Il n'y a pas de forme close connue pour la moyenne, variance (et moments d'ordre supérieur) de la loi de Gumbel discrète, mais il est facile d'en obtenir des évaluations numériques à grande précision via des sommes infinies convergeant très rapidement, ceci donne, par exemple, {\displaystyle {\mathbb {E} }[\mathrm {DGumbel} (0,1)]=1.077240905953631072609...}, mais c'est un problème ouvert que d'obtenir une forme close pour cette constante (il est plausible qu'il n'en existe pas).
Aguech, Althagafi et Banderier donnent diverses bornes liant les versions discrètes et continues de Gumbel et ils explicitent par des méthodes de transformée de Mellin les phénomènes de fluctuation qui apparaissent lorsqu'on a une suite de variables aléatoires {\displaystyle \lfloor Y_{n}-c\ln n\rfloor } qui converge vers une Gumbel discrète.

### Lois continues
- Si X suit une loi de Gumbel, alors la distribution conditionnelle de Y = -X dans le cas où Y est strictement positif, ou de façon équivalente, dans le cas où X est strictement négatif, suit une loi de Gompertz. La fonction de répartition G de Y est reliée à F la fonction de répartition de X, par la formule suivante : {\displaystyle G(y)=\mathbb {P} (Y\leq y)=\mathbb {P} (X\geq -y|X\leq 0)=(F(0)-F(-y))/F(0)} pour y > 0. Les densités sont donc reliées par {\displaystyle g(y)=f(-y)/F(0)} : la densité de la loi Gompertz est proportionnelle à la densité de Gumbel réfléchie et restreinte aux valeurs strictement positives[5].
- Si X suit une exponentielle de moyenne égale à 1, alors –log(X) suit une distribution standard de Gumbel.
- Si {\displaystyle X,Y\sim \mathrm {Gumbel} (\mu ,\beta )} alors {\displaystyle X-Y\sim \mathrm {Logistic} (0,\beta )\,}.

La théorie associée aux lois log-gamma multivariées généralisées (en) fournit une version multivariée de la loi de Gumbel.

## Occurrence et applications

### Applications de la loi de Gumbel continue

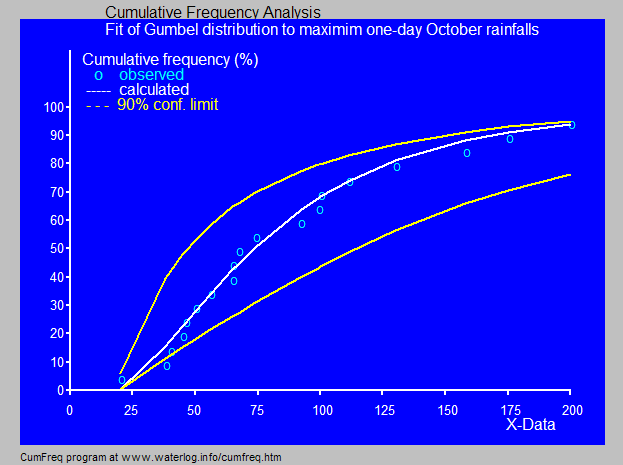
Ajustement d'une loi de Gumbel à partir de données observées (maximums journaliers des cumuls de précipitations)

Gumbel a montré que la valeur maximale (ou dernier statistique d'ordre) dans un échantillon de variable aléatoires suivant une distribution exponentielle, moins le logarithme naturel de la taille de l’échantillon, tend vers la distribution de Gumbel à mesure que la taille de l’échantillon augmente.
Concrètement, soit {\displaystyle \rho (x)=e^{-x}} la distribution de probabilité de {\displaystyle x} et {\displaystyle Q(x)=1-e^{-x}} sa fonction de répartition. Alors, la valeur maximale parmi {\displaystyle N} réalisations de {\displaystyle x} est inférieure à {\displaystyle X} si et seulement si toutes les réalisations sont inférieures à {\displaystyle X}. Ainsi, la fonction de répartition de la valeur maximale {\displaystyle {\tilde {x}}} satisfait :
{\displaystyle P({\tilde {x}}-\log(N)\leq X)=P({\tilde {x}}\leq X+\log(N))=[Q(X+\log(N))]^{N}=\left(1-{\frac {e^{-X}}{N}}\right)^{N},}
et, pour une valeur importante de {\displaystyle N}, le membre de droite converge vers {\displaystyle e^{-e^{-X}}.}
En hydrologie, la distribution de Gumbel est donc utilisée pour analyser des variables telles que les valeurs maximales mensuelles et annuelles des précipitations journalières et des débits fluviaux, ainsi que pour décrire les périodes de sécheresse.
Gumbel a également montré que l'estimateur r⁄(n+1) pour la probabilité d’un événement — où r est le rang de la valeur observée dans la série de données et n est le nombre total d'observations — est un estimateur non biaisé de la probabilité cumulative autour du mode de la distribution. Par conséquent, cet estimateur est souvent utilisé pour tracer les courbes.

### Occurrences de la loi de Gumbel discrète
En combinatoire, la distribution de Gumbel discrète apparaît comme loi limite du temps d'atteinte dans le problème du collectionneur de coupons.
Ce résultat est dû à Laplace en 1812 dans sa Théorie analytique des probabilités, et constitue la première occurrence historique de
ce qui fut ensuite appelé loi de Gumbel.
En théorie des nombres, la distribution de Gumbel discrète approxime le nombre de termes dans une partition d'un entier aléatoire ainsi que la taille ajustée des tendances des écarts entre nombres premiers et des écarts maximaux entre les constellations de nombres premiers.
En théorie des probabilités, elle apparaît comme la loi de la hauteur maximale atteinte par des marches discrètes (sur le réseau {\displaystyle {\mathbb {N} }^{2}}), où le processus peut à chaque étape être réinitialisé à son point de départ.
En analyse d'algorithmes, elle apparaît par exemple dans l'étude de la propagation maximale d'une retenue dans des algorithmes d'addition en base {\displaystyle b}.

## Génération de variables aléatoires
Puisque la fonction quantile (fonction inverse de la fonction de répartition), {\displaystyle Q(p)}, d'une distribution de Gumbel est donnée par :
{\displaystyle Q(p)=\mu -\beta \ln(-\ln(p)),}
la variable aléatoire {\displaystyle Q(U)} suit une distribution de Gumbel avec les paramètres {\displaystyle \mu } et {\displaystyle \beta } lorsque la variable aléatoire {\displaystyle U} est tirée de la loi uniforme sur l'intervalle {\displaystyle (0,1)}.

### Ajustement graphique de la loi de Gumbel

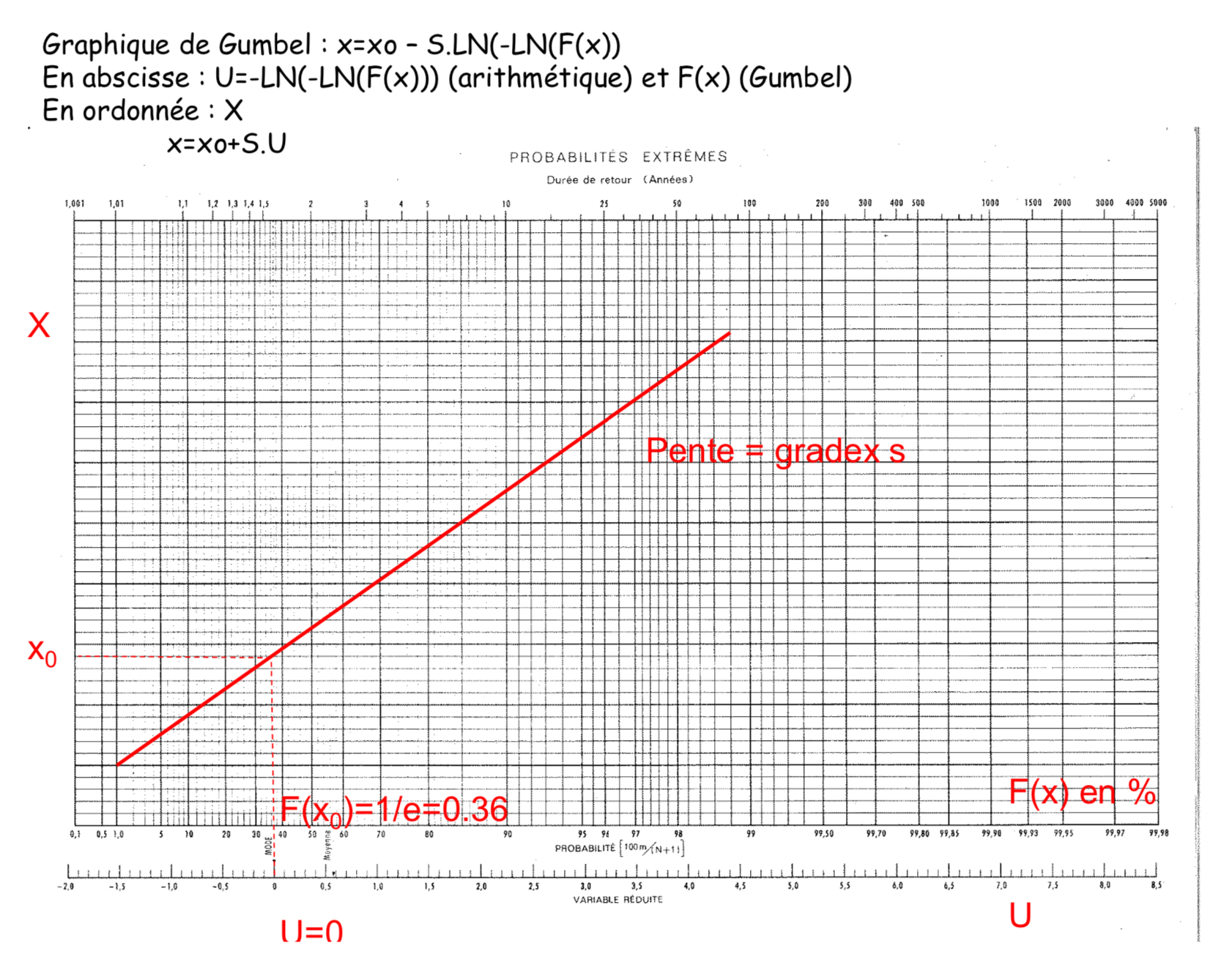
Exemple d’un ajustement graphique de la loi de Gumbel (Cours L.Neppel)

Avant l’ère des logiciels, le papier probabiliste était utilisé pour représenter la distribution de Gumbel (voir illustration). Le graphique est basé sur la linéarisation de la fonction de répartition {\displaystyle F} :
{\displaystyle -\ln(-\ln(F))={\frac {x-\mu }{\beta }}}
Sur le graphique, l'axe horizontal est construit avec une échelle logarithmique double. L'axe vertical est linéaire. En reportant {\displaystyle F} sur l'axe horizontal du papier et la variable {\displaystyle x} sur l'axe vertical, la distribution est représentée par une droite de pente 1{\displaystyle /\beta }. Lorsque des logiciels d’ajustement de distribution comme CumFreq sont devenus disponibles, la tâche de représentation graphique de la distribution a été facilitée.

### Astuces de reparamétrisation de Gumbel
En apprentissage automatique, la distribution de Gumbel est parfois utilisée pour générer des échantillons à partir de la distribution catégorielle. Cette technique est appelée "astuce de Gumbel-max" et est un exemple particulier des "astuces de reparamétrisation".
En détail, soit {\displaystyle (\pi _{1},\ldots ,\pi _{n})} des valeurs non négatives, non nulles, et soit {\displaystyle g_{1},\ldots ,g_{n}} des échantillons indépendants de Gumbel(0, 1). Alors, par une intégration de routine, on a :
{\displaystyle \Pr(j=\arg \max _{i}(g_{i}+\log \pi _{i}))={\frac {\pi _{j}}{\sum _{i}\pi _{i}}}}
C'est-à-dire, {\displaystyle \arg \max _{i}(g_{i}+\log \pi _{i})\sim {\text{Categorical}}\left({\frac {\pi _{j}}{\sum _{i}\pi _{i}}}\right)_{j}}.
De manière équivalente, étant donné {\displaystyle x_{1},...,x_{n}\in \mathbb {R} }, on peut échantillonner à partir de sa distribution de Boltzmann via :
{\displaystyle \Pr(j=\arg \max _{i}(g_{i}+x_{i}))={\frac {e^{x_{j}}}{\sum _{i}e^{x_{i}}}}}
Des équations connexes incluent :
- Si {\displaystyle x\sim \operatorname {Exp} (\lambda )}, alors {\displaystyle (-\ln x-\gamma )\sim {\text{Gumbel}}(-\gamma +\ln \lambda ,1)}.
- {\displaystyle \max _{i}(g_{i}+\log \pi _{i})\sim {\text{Gumbel}}\left(\log \left(\sum _{i}\pi _{i}\right),1\right)}.
- {\displaystyle \mathbb {E} [\max _{i}(g_{i}+\beta x_{i})]=\log \left(\sum _{i}e^{\beta x_{i}}\right)+\gamma .}